# 福島県立勿来高等学校
福島県立勿来高等学校（ふくしまけんりつ なこそこうとうがっこう）は、福島県いわき市勿来町窪田に所在する公立高等学校。

## 設置学科
- 全日制課程　
  - 普通科

## 沿革
- 1948年 - 福島県立磐城農業高等学校勿来分校設立
- 1953年 - 福島県立勿来高等学校として分離創立、定時制課程設置
- 1954年 - 普通科設置
- 1963年 - 商業科設置
- 1970年 - 火災で校舎や弓道場が焼失
- 1974年 - 定時制募集停止
- 2005年 - 商業科募集停止

## 部活動
- 理研部が平成17年度に科学・技術論文野口英世賞で優秀賞を受けている。（PDF）
- これまで弓道部がインターハイ福島県大会にて６度の優勝。

## 交通、学校周辺
- 最寄駅は常磐線勿来駅
- 最寄りバス停は新常磐交通「高校前」
- 学校のすぐ南を蛭田川が流れている。また北には日本製紙勿来工場、また茨城県道・福島県道10号日立いわき線を隔てた反対側にはいわき市立勿来第一中学校がある。

## 著名な出身者
- 清野かほり - 小説家